# Кодінхі
Кодінхі (малаял. കൊടിഞ്ഞി) — село в окрузі Малаппурам штату Керала, Індія. Село розташоване неподалік від міста Тірурангаді, і станом на 2008 рік у ньому проживає близько 2000 сімей.
Село, яке підпорядковується панчаяту Наннамбра, привернуло міжнародну увагу завдяки незвично великій кількості багатоплідних пологів у регіоні, особливо близнюків, хоча Індія має один із найнижчих показників близнюків у світі. У селі також була заснована перша в країні асоціація близнюків — «Асоціація близнюків і родичів» (англ. The Twins and Kins Association).

## Географія
Село розташоване приблизно за 35 кілометрів на південь від Калікута та 30 кілометрів на захід від Малаппурама, окружного центру. Кодінхі оточене затонами з усіх боків, крім одного, який з'єднує його з містом Тірурангаді.

## Культура і демографія
Станом на листопад 2008 року населення села становило близько 2 000 сімей. Більшість мешканців є мусульманами-сунітами і належить до шафійської течії. Тут також проживає значна мусульманська меншина салафітів та індуїстів.

### Багатоплідність
Село опинилося у центрі міжнародної уваги, коли місцеві жителі провели опитування, яке виявило незвично велику кількість народжень близнюків у цьому регіоні. Репортаж штатного кореспондента «The New Indian Express» Мітоша Джозефа з Малаппурама привернув увагу багатьох людей за межами Індії до особливостей цього місця. У його репортажі були добре висвітлені дослідження, що проводяться в цьому районі, загальна кількість близнюків, особливості батьків та деякі інші коментарі лікарів, які вивчали дивний феномен. Хоча за первинними підрахунками кількість багатоплідних пологів становила 100 пар, подальші дослідження виявили, що ця цифра ближча до 204 пар (408 осіб) близнюків і двох пар трійнят. Незважаючи на кілька проведених досліджень, точну причину цього явища ще належить з'ясувати. Відомо, що жінки з Кодінхі, які вийшли заміж за чоловіків, що живуть в інших місцях, також народжують близнюків. На думку лікарів, це явище пов'язане з хімічними речовинами, у водних горизонтах району Кодінхі. За словами місцевих жителів, найстаріша відома пара близнюків у селі народилася в 1949 році. Кількість народжень близнюків у Кодінхі з роками зростає: за даними опитувань, у віковій групі від 0 до 10 років налічується понад 79 пар близнюків.
Феномен великої кількості пологів близнюків не є унікальним для Кодінхі, він також спостерігається в місті Ігбо-Ора в Нігерії. Дослідження в Ігбо-Ора припустили, що багатоплідні пологи можуть бути пов'язані з харчовими звичками жінок у регіоні. Хоча прямого зв'язку між раціоном харчування і народженням двійні не спостерігається, дослідження, проведене в Університету Лагосу, показало, що хімічна речовина, виявлена в організмі жінок з Ігбо-Ори, і лушпиння бульби, яка широко вживається в їжу, можуть бути причиною високого рівня багатоплідних пологів. Однак у випадку з Кодінхі такого зв'язку не спостерігалося, оскільки раціон харчування мешканців Кодінхі суттєво не відрізняється від раціону решти населення Керали.
Подібний феномен великої кількості народжень близнюків у невеликій ізольованій громаді спостерігався в Кандіду-Годой, Бразилія.
У 2008 році близько 30 пар близнюків з Кодінхі разом з батьками об'єдналися в «Асоціацію близнюків і родичів», першу подібну асоціацію близнюків в Індії. Мета асоціації, за словами її засновників, — привернути увагу громадськості до проблем, характерних для багатодітних людей, зокрема, щодо їхньої освіти та здоров'я.

## Транспорт
Село з'єднується з іншими частинами Індії через місто Параппанангаді.
Найближчий аеропорт — Калікут. Найближчі великі залізничні станції — Параппанангаді, Танур і Тірур.